# ساماندهنده همسو
ساماندهندهٔ همسو به بخشی از دی‌ان‌آ یا آران‌ای گفته می‌شود که کارش تنظیم بیان ژنی است که بر روی همان مولکول دی‌ان‌آ جای دارد،
یک ساماندهندهٔ همسو هم می‌تواند در بالادست (روی بخش برانگیزنده یا بالاتر) چیدمان رمز ژنی باشد که ساماندهی‌اش می‌کند، جای داشته باشد، هم می‌تواند در پایین‌دست آن باشد، و هم می‌تواند در یکی از دو بخش رمزخوانی‌نشده باشد.
مشارکت‌کنندگان ویکی‌پدیا. «Cis-regulatory element». در دانشنامهٔ ویکی‌پدیای انگلیسی، بازبینی‌شده در ۲۷ فروردین ۱۳۹۱.